# メネメン (料理)
メネメン（menemen）とはトルコの伝統的な料理で、卵、トマト、青トウガラシに黒コショウや赤トウガラシなどの香辛料を加え、オリーブオイルもしくはひまわり油で炒めたもの。トルコ風のフェタチーズ（ベヤズ・ペイニル）や、スジュク・パスティルマのようなシャルキュトリーも入れられる。タマネギを用いたものもあるがその是非については議論があり、朝食ではなくメインディッシュにする場合にタマネギを用いることが多い。トルコのイズミル県メネメン地区に起源を持つと考えられるものの、トルコ全域で広く食べられている。北アフリカのシャクシューカとは共通点も多いが、メネメンは卵をスクランブルエッグ状にすることが多い点で異なる。
メネメンは一般に朝食としてパンとともに供される。トルコの食文化では朝食が重視され品数も多いが、メネメンはその中でも中心となる定番の料理である。

## 調理
トマトは細かくさいの目切りにするか、すりおろしておく。望みの食感を得るために、さいの目切りにしたものと、すりおろしたものを混ぜても構わない。まず青トウガラシと（使用する場合は）タマネギを小鍋に入れ、バターか油でソテーする。アレッポトウガラシを加えることもある。タマネギの使用には議論もあり、どちらかというと朝食ではなくメインディッシュとして食べる場合に多い。著名なYouTuberのサーニエ・アンネはタマネギがなければ本当のメネメンではないと主張している。
スジュク（ドライソーセージ）を使うなら、青トウガラシが柔らかくなった後に入れる。これにより油の風味が増す。その後にトマトを入れるが、スジュクは火が通り過ぎないようにここでいったん取り出しても構わない。トマトがトロトロになるまで炒め、野菜から水が出すぎないうちに卵を入れる。卵は溶いて塩コショウや生のハーブと混ぜておいてもいいし、小鍋に直接割り入れても構わない。パスティルマを使うなら卵と同時に加える。火を止める直前にカシャールチーズやフェタチーズを卵に載せる食べ方もある。卵は固くならない程度に全体に火を通す（火からおろした後も余熱で火が通り続ける）。パセリやワケギを生のまま刻んで入れることもある。料理に使ったサハンと呼ばれる両手鍋に入れたまま、焼き立てのパンと一緒に食卓に出す。
バリエーションとしてはキノコやラムの挽肉を入れたものがある。好みにより、クミン、パプリカ、ミント、タイムなどの香辛料を加える。